# Герб Бішкека
Герб Бішкека (кирг. Бішкек шааринін гербі) — офіційний символ столиці Киргизстану, що відображає історичне значення і розвиток міста. Сучасний герб був затверджений в 1994 році.

## Опис
Герб міста є прямокутним силуетом фортеці, де внизу під ламаною межею гір великими літерами напис «Бішкек», а над ними, на стіні фортеці, білий квадрат з білим сніговим барсом — ірбісом у центрі блакитного кола.

## Історія

### Герб Пішпека
До 1926 року місто називалося Пішпек. Герб міста був найвищо затверджений 19 березня 1907 року.
Французький щит, обрамлений двома золотими колоссями, обвитими Олександрівською стрічкою. Вершина щита увінчана міською короною у вигляді фортечної вежі з трьома зубцями - знаком повітового міста у складі Російської імперії. У правому верхньому кутку щита зображений герб Семириченська область, якій належав Пішпекський повіт. Щит блакитного кольору розсічений срібним поясом із трьома лемешами – символом землеробства та зображенням золотих бджіл – символом працьовитості – у верхній та нижній частинах щита.
|                                                     | У блакитному щиті срібний пояс, обтяжений трьома блакитними лемешами в ряд. Зверху та знизу пояси по одній золотій бджоли. У вільній частині герб Семиреченської області. Щит увінчаний срібною про трьох зубців баштовою короною і оточений двома золотими колосами, з'єднаними Олександрівською стрічкою. |
| — Повне зібрання законів Російської імперії № 30174 | |

### Герб Фрунзе

Герб міста Фрунзе 1978-1991 років.

У 1926 році місто перейменовано у Фрунзе. Герб часів СРСР був затверджений 22 вересня 1978 року міською Радою народних депутатів.
Малюнок герба, створений співробітниками «Фрунзегорпроекту» Г. Мулявіним та А. Согоновим, переміг на відкритому конкурсі до 100-річчя міста. Існував з 1978 по 1994 рік.
У центрі розташований круглий орнамент, що символізує багатство народної киргизької культури. Коло обрамлене зеленим листям, що відображало значення зелені в місті-саді. Листя піднімається від зубів шестірні – символу індустріального розвитку міста. Над орнаментом — зображення палички — бішкек (паличка для збивання кумису), що нагадує про стару назву міста. Вище — білі вершини гір та напис «ФРУНЗЕ».
Кольори - білий, червоний, ультрамариновий, зелений, бронзовий.

### Герб Бішкека

Герб міста Бішкек 1991-1994 років.

У 1991 році місто Фрунзе було перейменовано в Бішкек і напис «ФРУНЗЕ» був замінений на «БІШКЕК».
Ініціатива створення сучасного герба міста Бішкек належала колишньому меру міста Фелікс Кулов Феліксу Кулову. Було обрано варіант, наданий графіком М. Асаналієвим та кандидатом філософських наук С. Іптаровим.
Башта, оскільки Пішпек виник як фортеця, символізує силу управлінської влади. Білий барс - ірбіс - символ сміливості, волі, витривалості і є одним із древніх тотемів киргизів. Коло і квадрат, в які вписаний білий барс, означають єдність часу (коло) та простору (квадрат), згідно з давньокиргизьким уявленням про цілісність. Крім того, коло всередині квадрата символізує чотири цінності - людину, культуру, екологію та економіку.

## Додаток
У деяких джерелах, в тому числі, на сайті мерії Бішкека змінених кольорах - блакитний ірбіс в білому колі на тлі блакитного квадрата.